# Ileana Dorina Bulic
Ileana Dorina Bulic (n. 22 iunie 1942, Vârșeț)  este o filologă și traducătoare română. Ea este fiica lui Adam Bulic.

## Biografie
Ileana Dorina Bulic a absolvit liceul român la Vârșeț iar Facultatea de Filologie, Secția limba și literatura română, la Universitatea din Belgrad.

## Activitate
Ileana Dorina Bulic a redactat publicațiile în limba română la filiala din Novi Sad a Institutului pentru Editarea Manualelor din Belgrad. De asemenea, a fost consilier pentru relații internaționale al Secretarului pentru învățământ, știință și cultură al PSA Voivodina. Între 1983 și 1990 a fost director adjunct la Institutul de Statistică al Provinciei Voivodina. A scris cartea Profesorul Știe-Tot și a fost membră a Societății de Limba Română din Voivodina unde a avut funcția de secretar și redactor-șef.
A  pregătit rubrici și conferințe pentru emisiunile în limba română la Radio Novi Sad. Este autoarea cărții Profesorul Știe-Tot, un deosebit de util îndreptar de limba română. A fost secretar al SLR, precum și redactor-șef și responsabil al Editurii Societății de Limba Română din Voivodina.